# Szvir (folyó)
A Szvir (oroszul: Свирь, vepszéül: Süvär, karjalaiul: Syväri) folyó Oroszországban, a Leningrádi terület északkeleti részén, a Podporozsjei, a Logyejnoje Polje-i és a Volhovi járásokban. 
Az Onyega-tóból nyugatra folyik a Ladoga-tóba, összekötve Európa két legnagyobb tavát. A Szvir a Ladogába ömlő legnagyobb folyó, hossza 224 kilométer, vízgyűjtő területe 84 400 négyzetkilométer. A partján fekszenek Podporozsje és Logyejnoje Pole városok, és a következő városi jellegű települések: Voznyeszenyje, Nyikolszkij, Vazsini, Szvirsztroj.
Mióta Nagy Péter cár a Ladoga-csatornával összekötötte a Szvirt a Néva folyóval, a Szvir a korábban Mariinszk Csatornarendszernek nevezett Volga-balti víziút része. A viharos Onyega-tavat délen kerülő Onyega-csatorna a Vityegra folyóval köti össze a Szvirt.
A Szviren nagy a forgalom, a teher- és személyszállító hajóké egyaránt. Két vízerőmű épült a folyón: az Alsó-szviri-vízerőmű Szvirsztrojban, 81 kilométernyire a torkolattól, a Felső-szviri-vízerőmű pedig Podporozsjéban, 128 kilométerre. A felső-szviri erőmű felett van az Ivinszkij Razliv-víztározó.

## Fordítás
Ez a szócikk részben vagy egészben  a   Svir River című angol Wikipédia-szócikk ezen változatának fordításán alapul.  Az eredeti cikk szerkesztőit annak laptörténete sorolja fel. Ez a jelzés csupán a megfogalmazás eredetét és a szerzői jogokat jelzi, nem szolgál a cikkben szereplő információk forrásmegjelöléseként.